# Masbate
Masbate es una ciudad filipina y la capital de la provincia de Masbate.